# 봉현면
봉현면(鳳峴面)은 대한민국 경상북도 영주시의 면이다. 넓이는 51.9km2이고, 인구는 2015년 말 기준으로 3,133명이다.

## 유래
봉현(鳳峴)이라는 이름은 1914년 행정구역 개편시 유전동(柳田洞)의 봉(鳳)고개의 자명을 고쳐 봉현(鳳峴)이라고 칭한데서 유래하였다.

## 역사
- 신라시대 : 기목진(基木鎭)에 속함
- 고려시대 : 기주(基州)에 속함
- 조선 태종 13년 : 기천현(基川縣)에 속함
- 조선 고종 33년 : 풍기군(豊基郡)에 속함
- 1914년 4월 1일 : 부군면 통폐합으로 영천군 봉현면이 됨
- 1915년 4월 1일 : 영주군 봉현면이 됨
- 1980년 4월 1일 : 영주읍의 영주시 승격으로 영풍군 봉현면이 됨
- 1995년 1월 1일 : 영풍군과 영주시가 통합되어 영주시 봉현면이 됨

## 학교
| 학교명           | 소재지                           | 비고        |
| ---------------- | -------------------------------- | ----------- |
| 봉현초등학교     | 봉현면 소백로1623번길 6 (대촌리) |             |
| 봉현남부초등학교 | 봉현면 노좌로 40 (노좌리)        | 1999년 폐교 |
| 봉현서부초등학교 | 봉현면 테라피로 521 (두산리)     | 2012년 폐교 |

## 행정 구역
| 법정리 | 행정리                             | 비고                  |
| ------ | ---------------------------------- | --------------------- |
| 노좌리 | 노좌1리, 노좌2리, 노좌3리          |                       |
| 대촌리 | 대촌1리, 대촌2리                   |                       |
| 두산리 | 두산1리, 두산2리, 두산3리          |                       |
| 오현리 | 오현1리, 오현2리, 오현3리, 오현4리 | 면행정복지센터 소재지 |
| 유전리 | 유전1리, 유전2리                   |                       |
| 하촌리 | 하촌1리, 하촌2리, 하촌3리          |                       |
| 한천리 | 한천리                             |                       |